# Škoda Slavia
Škoda Slavia — субкомпактный автомобиль, выпускаемый чешским производителем Škoda Auto с 18 ноября 2021 года.

## История
Впервые автомобиль Škoda Slavia был представлен 18 ноября 2021 года. В отличие от Škoda Rapid, длина расширена на 128 мм, ширина — на 53 мм, высота — на 20 мм, колёсная база — на 98 мм. Автомобиль поставляется в Индию в модификациях Active, Ambition и Style. Серийно автомобиль производится с 2022 года.

## Технические характеристики
| Бензиновые двигатели внутреннего сгорания | Бензиновые двигатели внутреннего сгорания | Бензиновые двигатели внутреннего сгорания | Бензиновые двигатели внутреннего сгорания | Бензиновые двигатели внутреннего сгорания |
| Модель                                    | Объём                                     | Мощность                                  | Крутящий момент                           | Трансмиссия                               |
| ----------------------------------------- | ----------------------------------------- | ----------------------------------------- | ----------------------------------------- | ----------------------------------------- |
| 1.0 TSI                                   | 999 см3 (I3)                              | 115 л. с.                                 | 175 Н*м                                   | 6-скор. МКПП 6-скор. АКПП                 |
| 1.5 TSI                                   | 1498 см3 (I4)                             | 150 л. с.                                 | 250 Н*м                                   | 6-скор. МКПП 7-скор. DSG                  |